# Русская историческая библиотека

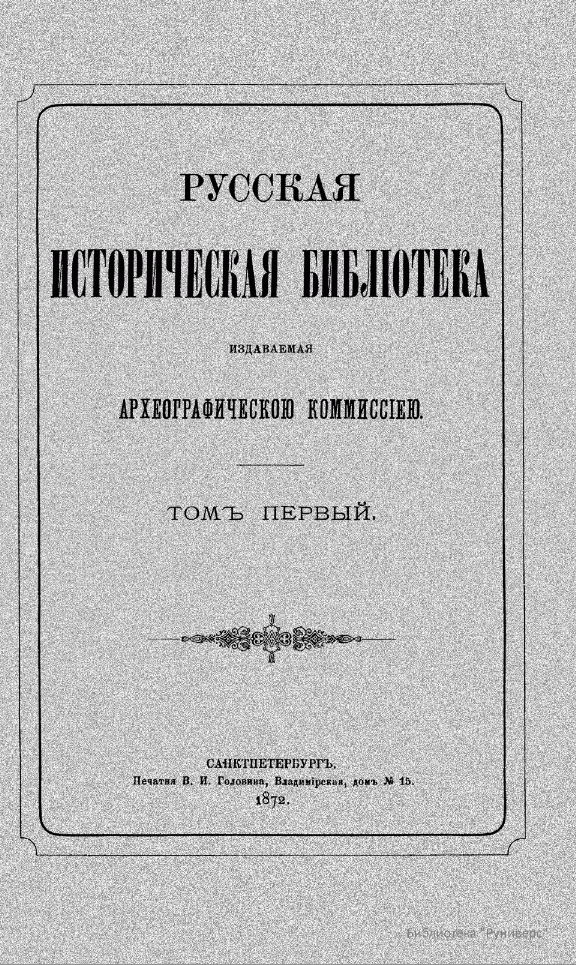

«Ру́сская истори́ческая библиоте́ка» (укр. Російська історична бібліотека) — серійне багатотомне видання літописних, юридичних, літературних, статистичних пам'яток та документальних матеріалів з історії Церкви, освіти та культури, соціально-політичних, економічних та міжнародних відносин 14—17 ст., яке видавалося Археографічною комісією в Санкт-Петербурзі (Петрограді, Ленінграді), Юр'єві (нині м. Тарту, Естонія; окремі томи) протягом 1872—1927. Видано 39 томів. Деякі томи перевидані. «Р.и.б.» складається з кількох основних джерельних комплексів — своєрідних міні-серій, об'єднаних за тематично-видовими ознаками:
- «Памятники полемической литературы в Западной Руси», які опубліковані в 3-х томах «Русской исторической библиотеки» за редакцією П.Гільде-брандта (СПб., 1878, 1882, 1903. Т. 4, 7, 19). До них увійшли полемічні твори Захарії Копистенського «Палінодія, або книга оборони…» (див. «Палінодія»; т. 4), Христофора Філалета «Апокрисис» (т. 4), Мелетія Смотрицького «Анти графе» (т. 19) та ін. авторів, а також праці римо-католиків, зокрема ректора віленської єзуїтської академії Петра Скарги «Про єдність Церкви Божої під одним пастором…» (т. 7) та «Берестейський собор та його оборона 1596 р.» (т. 7, 19), віленського архімандрита Лева Кревзи «Оборона унії» (т. 4), богослова єзуїтської колегії в Ярославі (нині місто в Польщі) Бенедикта Гербеста «Висновки віри Римської церкви» (т. 7), володимирського та берестейського єпископа Іпатія Потія «Антирисис, або апологія супроти Христофора Філалета» (т. 19) та ін., «Ектезис» — хроніка Берестейського собору (т. 19);

- частина «Литовской метрики», видана в 4-х томах «Р.и.б.» (СПб., 1903, 1910. Т. 20, 27; Юрьев, 1914. Т. 30; Пг., 1915. Т. 33). «Литовская метрика» була видана за редакцією П.Гільдебрандта та участю С.Бершадського (т. 20), за редакцією І.Лаппо (т. 27, 30) та С.-Л.Пташицького (т. 33). Книги судних справ до Бєльського привілею та 2-го Литов. статуту (1566) вміщені в 20-му т., а книги записів — у 27-му т. До 30-го т. увійшли книги публічних справ за 1538—69, а до 33-го т. — «Ухвала на великому сеймі Віленському року 1528» з двома додатками: «Реєстр попису війська Великого князівства Литовського року 1565» та «Попис війська Великого князівства Литовського літа 1567». За видовими ознаками та формою записів «Литовская метрика» включає документи із соціально-екон. та політ. історії Литви, України та Білорусі 15—16 ст., ухвали великого князя Литви та сеймів Великого князівства Литовського, реєстри, пописи (переписи) війська, привілеї землевласникам, містам, митникам, інвентарі окремих міст, суд. рішення, пере-лік повинностей тощо. На відміну від попередніх видань Литовської метрики переважна більшість заголовків документів, уміщених у томах «Русской исторической библиотеки», відповідала оригіналам, а не складалася редактором;

- «Донские дела» видрукувані в 5-ти томах «Русской исторической библиотеки» за редакцією В.Дружиніна (СПб., 1898, 1906, 1909, 1913. Т. 18 (1594—1640), т. 24 (1640—46), т. 26 (1646—48), т. 29 (1648—54); Пг., 1917. Т. 34; із 1655). Вони містять чимало інформації, яка висвітлює зв'язки донського козацтва із запорожцями. В «Донских делах» опубліковані царські грамоти, донесення воєвод, «расспросные речи», діловодство, пов'язане з поїздками козаків до Москви тощо.

Окрім того, в «Русской исторической библиотеке» вміщені:

- документи і матеріали із зовнішньої та внутрішньої політики Росії, у тому числі «Записные книги Московского стола» (т. 9, 10, 11);
- «Дела Тайного приказа» (т. 21, 22, 23, 38) та «Приходно-расходные книги Московских приказов» (т. 28);
- документи із церк. та монастирських архівів (т. 5, 12, 14, 25, 37);
- писцеві книги, уривки з літописів, оповіді та сказання про смутний період російської історії, твори Авакума, кн. А.Курбського (т. 13, 31, 39);
- документи із закордонних архівів, зокрема з Копенгагенського держ. архіву (т. 16).

Підготовку «Русской исторической библиотеки» здійснили відомі історики та археографи: О.Барсуков, С.Белокуров, С.Бершадський, П.Бичков, С.Веселовський, П.Гільдебрандт, Б.Греков, В.Дружинін, М.Костомаров, М.Коялович, І.Лаппо, О.Лаппо-Данилевський, Л.Майков, О.Павлов, С.Платонов, С.Пташицький, Ф.Успенський, Ю.Щербачов та ряд ін. Значна частина документів і матеріалів, опублікованих у «Р.и.б.», вперше введена до наукового обігу. Документи надруковані мовою оригіналів зі збереженням мовних особливостей та правопису. Більшість томів «Р.и.б.» мають впорядкований наук. апарат (вступні розвідки, покажчики, коментарі), який постійно вдосконалювався у процесі видання. Частину документів подано зі скороченням.